# Ministerio de Comercio (España)
El Ministerio de Comercio, también conocido como Ministerio de Comercio y Turismo, fue un Departamento de la Administración General del Estado que, en tres periodos diferentes de la historia de España, asumió las competencias del Gobierno sobre comercio y, brevemente, sobre turismo.

## Historia

### Primera etapa (1936–1937)
Durante la guerra civil, el presidente del Gobierno republicano, Francisco Largo Caballero, dividió en dos el Ministerio de Industria y Comercio, creando por primera vez este departamento y se lo confió a Juan López Sánchez. Esta estructura del Gobierno apenas duró hasta mayo de 1937, cuando se suprimió y sus funciones se integraron en el Ministerio de Hacienda y Economía.

### Segunda etapa (1951–1980)
La reorganización de la Administración Central del Estado que llevó a cabo Francisco Franco en julio de 1951, estableció un Ministerio de Comercio, al tiempo que también creaba el Ministerio de Información y Turismo y daba al subsecretario de la Presidencia la categoría de ministro.
Para dotar de competencias y estructura al nuevo ministerio, se le transfirieron los servicios que entonces dependían de la Subsecretaría de Economía Exterior y Comercio, de la Subsecretaría de la Marina Mercante y de la Comisaría General de Abastecimientos y Transportes.
En 1977, se reformó el ministerio otorgándole las competencias turísticas del suprimido Ministerio de Información y Turismo, y le retiró aquellas concernientes a la Marina Mercante, que pasaron al Ministerio de Transportes y Comunicaciones.
Finalmente, en octubre de 1980 el departamento desapareció al ser fusionado con el Ministerio de Economía, creándose el Ministerio de Economía y Comercio.

### Tercera etapa (1993–1996)
En 1993 se recuperó el departamento, estructurado a través de una Secretaría de Estado de Comercio y una Secretaría General de Turismo. Se suprimió en 1996, integrándose sus competencias en el Ministerio de Economía y Hacienda.

## Estructura

### Primera etapa (1936–1937)
El departamento se organizó originalmente a través de:
- La Subsecretaría de Comercio.
- La Dirección General de Comercio Interior.
- La Dirección General de Comercio Exterior.

### Segunda etapa (1951–1980)
El Ministerio se estructuró a través de los siguientes órganos:
- La Subsecretaría de Comercio.
- La Subsecretaría de Economía Exterior (hasta 1957).
- La Subsecretaría de la Marina Mercante (hasta 1977).
- La Subsecretaría de Mercado Interior (desde 1974).
- La Secretaría de Estado de Turismo.
- La Comisaría General de Abastecimientos y Transportes.
- El Instituto Español de Moneda Extranjera (hasta 1973).

### Segunda etapa (1993–1996)
En su tercera etapa, se estructuró así:
- La Secretaría de Estado de Comercio (también llamada «de Comercio Exterior»).
- La Secretaría General de Turismo.
- La Subsecretaría de Comercio y Turismo.